# منهج التربية النبوية للطفل
منهج التربية النبوية للطفل كتاب ألَّفَه محمد نور بن عبد الحفيظ سويد، لقي قبولًا لدى كثيرين. 
اتبع فيه مؤلفه أن يكون اليَنبوع النبوي هو الأساس والمرتكز في استنباط الأفكار وترتيبها، ولم يكن لدى المؤلف أفكار سابقة ليبحث لها عن دليل في الأحاديث النبوية، وإنما العكس هو المتبع، فطريقة الاستنباط ـ كما يؤكد مؤلفه ـ كانت من الحديث مباشرة، على خلاف ما يفعله بعض الكتَّاب من أخذ الأسلوب الغربي أو الشرقي، ثم البحث عن دليل له في الشرع.
والكتاب موسوعة كاملة في التربية الإسلامية للطفل، بدءًا من مرحلة الزواج؛ لأن التوافقَ بين الزوجين أساسٌ لبناء الطفل بناءً تربويًّا سليمًا. والجديد في الكتاب أنه لفت الأنظار إلى وجود منهج تربوي كامل لتربية الطفل، مُستقًى من هَدْي النبي ﷺ وسُنَّته المطهَّرة، فضلًا عن حُسن الترتيب المتميز، والشواهد الحديثية المختارة.
قدَّم للكتاب عددٌ من المشاهير مثل أبي الحسن الندوي، عبد الرحمن حسن حبنكة، محمود الطحان. وطبع طبعات كثيرة.